# Josa de Cadí
Josa de Cadí és un poble situat a la cara sud de la Serra del Cadí. Està constituït com a entitat municipal descentralitzada del municipi de Josa i Tuixén, dins la comarca de l'Alt Urgell des de (1973).

## Ubicació
El poble de Josa de Cadí (1.431 m) és situat damunt un petit turó arrodonit a la dreta del riu de Josa, entre aquest i el torrent de Jovell, que hi desguassa. Controla la pista de Gósol i Tuixén, en un lloc especialment estratègic, entre els vessants de la serra de Cadí i els de Cadinell. Al cim del turonet s'eleva un penyal rocós, anomenat el castell, amb restes d'antigues construccions. Hi ha l'església parroquial de Santa Maria i Sant Bernabé, que fou bastida o reedificada, segons Madoz, el 1846. És un edifici rectangular, amb absis carrat, d'una nau i dues altres naus menors que conformen com un seguit de petites capelles laterals. Al sud-oest, al costat de l'absis, al punt més elevat del penyal, s'eleva el campanar, de torre. Al voltant hi ha la caseria. Sobre el poble, als vessants inferiors de Cadinell hi ha l'antiga església parroquial, avui capella, del fossar de Santa Maria, romànica, d'una nau amb un absis llis, sense arcuacions. Celebra la seva festa major el primer diumenge de setembre.
Aigua amunt del poble de Josa, sota la coma de Cerneres, hi ha l'antic veïnat, avui despoblat, de Cerneda o Cerneres, on hi ha restes de l'antiga església sufragània de Santa Maria de la Llosa, amb la coberta esfondrada i els murs mig caiguts.
El 1860 es documenten a Josa un seguit de masos dels quals avui són rònecs. S'anomenaven: la Guingueta, masies de l'Agustina, del a Cerilla, del Carolenal, del Cuera, del Maricurtal, del Masover de Riera, del Pagès, del Roig i del Soler.

## L'antic terme
El terme tradicional de Josa de Cadí (31,67 km² d'extensió), allevant de la comarca, al límit amb el Baridà, la Baixa Cerdanya i el Berguedà, s'estén pels vessants meridionals de la serra del Cadí, des de la mateixa carena (primer límit amb Cava i després amb Víllec i Estana): pics de les Tres Canaletes, 2,612 i 2,618 m; puig de les Gralleres, 2,545 m; coll i puig de la Canal Baridana, també dit Puig Voltor, 2,467 m; coll de Llitze o del Quer i puig del Quer, 2,546 m; puig (2,563 m) i coll de la Canal del Cristall; el Salt del Sastre, 2,571 m; i pic de Costa Cabirolera, 2,582 m.
El terme comprèn, doncs, el vessant de la serra de Cadí que davalla en pendent suau (25% d'inclinació) cap a la vall de Josa. Aquesta, que baixa d'uns 1,600 a 1,250 m, és dominada, per la banda de Cadí, per un coster de 500-600 m de desnivell, damunt el qual s'estén la solana de Cadí, entre el Prat Llong (2,143 m), a llevant, i Cadinell (2,112 m), a ponent, accessible aquest pel coll de Jovell. Resta així dins el terme la vall alta del riu de Josa, que, aigua avall del poble de Josa, prop del de Tuixén, juntament amb el riu de la Mola forma el riu de la Vansa. El riu de Josa es forma al seu torn per diversos rierols i canals que baixen pels vessants de Cadí o, més curts, dels cingles de les Costasses a migdia. Entre els que baixen pels vessants de Cadí trobem el torrent del Collell, el clot de Vilec, el torrent dels Cortils, la canal del Cristall de Josa, la Canala baridana de Josa i el torrent de Jovell.
L'esquerra de la vall de Josa és de relleu més irregular; tancada a llevant pel Collell al nord de la Roca Roja (2,043 m), el termenal davalla pel serrat de la Salve fins al cap de la Portella. planeja pel tossal del castell de termes i després de passar pel coll de Josa (1,625 m), s'enfila per la Costa Freda (2,044 m), i al cim de Cloterons (2,173 m), sobre els cingles de les Costasses, separats aquells per la collada de les Forres. Per aquest sector confronta amb Gósol, del Berguedà. Més a ponent el termenal arriba fins al cap de la Serra i torç cap al nord, entre la Plana de Bensa i el prat de les Avetelles, tot açò a la divisòria amb Tuixén, El límit ponentí del municipi davalla de la carena de la serra de Cadí pel planell del Munt, prop de la Serra del Boixader, entre l'Obaga Negra i Cadinell, per la Serra Negra i pel Cortal d'En Go davalla al fons de la vall de Josa.
Una carretera menor segueix el fons de la vall del riu de Josa; pel coll de Josa travessa el muntanyam de migdia de la serra de Cadí i porta a Gósol i a l'alta conca del Llobregat; en direcció contrària, vers ponent, aquesta carretera segueix el riu de la Vansa i prop de l'Hostal Nou empalma amb la C-1313, de Lleida a Puigcerdà.
Els materials geològics són margues i, sobretot, calcàries, des les del triàsic fins a les eocèniques, que han originat un carst de muntanya amb deus aprofitades (les deus de Riu de Josa, la font de la Roca, la Font Viva) i avencs poc explorats com ('Cova dels Escarols, etc..).

## Economia
L'economia tradicional dels terme, testimoniada a mitjan segle xix i a la primeria del XX, era basada en una agricultura de secà (el terreny és dolent i escabrós) que produïa blat, sègol, civada i patates. Hi havia pastures per al bestiar de llana (que ara es porta a Cadinell i al cim de Cloterons). Hi havia caça de conills i perdius i a la serra de Cadí es troben isards i perdius blanques (arrel de la repoblació de l'ICONA). es dedicaven a l'elaboració de resines i a l'hivern anaven a treballar a l'Empordà. Hi havia un Molí fariner, dit de Bancell i posteriorment de Josa. Pràcticament, al llarg del segle XX i principis del XXI l'agricultura tradicional no ha variat, tret d'utilitzar les eines modernes. La majoria de les terres són de secà i els prats, naturals. Gairebé no hi vaques, i és bestiar de llana el predominant. Es continuen elaborant i venent formatge d'ovella i brossat. A l'estiu pasturen pel Cadí centenars d'ovelles.
A les poques zones de regadiu hi ha patates, i els cereals, que havien estat importants al secà, gairebé han desaparegut. El terme disposa d'un important bosc comunal.

## Demografia
Segons els fogatjaments de vers 1380 i de 1533 a Josa hi havia 13 focs. El 1718, 127 hab. Aquesta xifra disminuí a 90 el 1787 i a 94 el 1842. De seguit, però, es recuperà i la població arribà assolir els 378 hab. el 1860, màxim demogràfic del municipi. Posteriorment i fins finals del segle XX la població va minvar progressivament: 276 hab. el 1887, 193 el 1900, 157 el 1920, 110 el 1930, 92 el 1940, 67 el 1950, 64 el 1970, 32 hab. el 1981 i a finals de segle xx només hi vivien 6 persones. Dades del 2009 indiquen que hi viuen 30 persones.

## Història
El lloc de Josa apareix mencionat en l'acta de consagració de la catedral d'Urgell amb la forma Jau-sa. Segons Joan Coromines, que segueix en això Meyer-Lübke fidelment, aquest nom deriva del basc jaus o jausi, que significa "caure" i, per extensió, "vessant", "pendent".
El 1107 és datat un conveni entre un tal Ermengol Josbert, que diu que era germà del comte Guillem II de Cerdanya (i que segons Miret i Sans potser era un fill il·legítim del comte Ramon), i Galceran de Pinós i el seu fill Galceran. Acordaven que el primer donava als segons la potestat dels castells de Josa, d'Ossera i de Sant Romà, que tenia pel comte Guillem el seu germà. Els senyors de Pinós donaren en canvi l'honor que Bernat Berenguer tenia per ells i el castell de Gósol i el feu del dit castell.
El lloc de Josa, doncs, pervingué als Pinós, i formà part de la baronia de Pinós, posseïda per aquest llinatge primer, al segle xviii pels ducs d'Alba de Tormes i, més tard, i fins a l'extinció de l'Antic Règim, per llurs successors en el ducat. Els barons de Pinós, senyors de Josa de Cadí, sembla que hi tenien com a castlans els Josa, llinatge documentat des de mitjan segle xiii. En fou un personatge notable Guillem Ramon de Josa, que participà en la guerra civil d'Urgell com a valedor del comte Alvar (sembla que també es veié involucrat en l'heretgia càtara) i, posteriorment, al costat dels comtes de Foix, s'oposà a la política de Jaume I i participà en la revolta nobiliària de Balaguer el 1280 (Setge de Balaguer (1280)).
En dues ocasions va intervenir en el conveni dels pariatges entre els bisbe d'Urgell i el comte de Foix i, lleial servidor del rei després de la derrota de Balaguer, acompanyà Pere el Gran a Bordeus en el famós desafiament; en la invasió de Felip III de França defensà aferrissadament la ciutat de Girona. a partir del 1307 és documentat coma senyor de Josa, sota el domini superior dels barons de Pinós, el noble Maimó de Josa. El 1354 l'honor de Josa la tenia com a procurador dels Pinós un tal Domingo Oromir.

### Segle XX
L'any 1973 es va unir l'antic municipi de Josa de Cadí amb el de Tuixent.

## Cultura

### Festes
La Festa Major se celebra el primer cap de setmana de setembre.
També s'hi celebra la festa dels Càtars el primer diumenge d'agost, on es fa una fira amb un munt d'activitats i un dinar.
En la dècada de 1980 s'hi celebrà un «festival de música cibernètica».